# Öröm (együttes)
Az Öröm nevű doom metal, dark ambient együttest Vízió és Holdh alapították Kazincbarcikán 1998-ban.

## Tagok
- Vízió – narráció, gitár, basszusgitár
- Holdh – billentyűs hangszerek, programok

## Extagok
- Myst (1998-2006) billentyűs hangszerek, basszusgitár

## Diszkográfia
- "Beteljesedés" (demo) – 2000
- "Dolmen" (demo) – 2003
- "Élet" (EP) – 2005
- "Keserves öröm" (Split) – 2006
- "8" (album) – 2006
- "O" (album) – 2015

## Külső hivatkozások
- Öröm Facebook-oldal
- Öröm YouTube-oldal